# Саат кула (Охрид)
Саат кула (на македонска литературна норма: Саат кула) е часовниковата кула в град Охрид, Северна Македония.

## Местоположение
Разположена е в махалата Месокастро, на рида Дебой, на ръба на падината на градския пазар, на относително малка площадка над църквата „Света Богородица Каменско“. Кулата е с чело на изток и е видима от Чаршията, Чинара и повечето джамии в града.

## История
Изградена е в 1726 година от шкодренеца Чауш Деле Сюлейман ага, както е отбелязано на надпис вътре в кулата.
В 1965 година кулата пострадва от пожар, който унищожава всички дървени части - конструкцията, стълбите и покрива. Възстановена е В 1979 година по проект на Охридския музей с помощта на град Нови Сад, когато е поставен нов чешки часовников механизъм.

## Описание
Кулата е квадратна, изградена от далан камък в долната част и дървена, покрита с дъски в горната. При върха е стеснена, с извисено конусно миниатюрно минаре, в което има бронзова камбана. Покривът е от поцинкована ламарина. На източната страна има голям кръгъл циферблат с римски цифри и големи черни стрелки. Висока е 12 m и има четири бойници. Така първоначалното ѝ предназначение е неясно - дали е била отбранително съоръжение за разположената извън градските стени на Вароша махала Месокастро или отначало е била с часовник, предназначен да вика мюсюлманите на молитва. До Втората световна война кулата е с механичен часовник, който мери времето по турски. След това механизмът е заменен с нов часовник.